# 红毛羊胡子草
红毛羊胡子草（学名：Eriophorum chamissonis），为莎草科羊胡子草属下的一个植物种。